# Chwostka szafirowa
Chwostka szafirowa (Malurus cyaneus) – gatunek małego ptaka z rodziny chwostkowatych (Maluridae). Występuje w południowo-wschodniej i wschodniej części Australii oraz na Tasmanii. Nie jest zagrożony.

## Podgatunki i zasięg występowania
Wyróżnia się 6 podgatunków M. cyaneus, które zamieszkują:
- chwostka szafirowa[4] (M. c. cyaneus) (Ellis, 1782) – Tasmania
- M. c. samueli Mathews, 1912 – Wyspa Flindersa (u wybrzeży południowo-wschodniej Australii)
- M. c. elizabethae A.J. Campbell, 1901 – wyspa King (u wybrzeży południowo-wschodniej Australii)
- chwostka eukaliptusowa[4] (M. c. cyanochlamys) Sharpe, 1881 – południowo-wschodnia i wschodnia Australia
- M. c. leggei Mathews, 1912 – południowo-środkowa Australia
- M. c. ashbyi Mathews, 1912 – Wyspa Kangura (u wybrzeży południowej Australii)

## Morfologia
WyglądWystępuje bardzo wyraźny dymorfizm płciowy. Samiec chwostki ma niebiesko-szafirowe, bardzo jaskrawe upierzenie, aby przyciągnąć uwagę samicy podczas okresu godowego. Długi turkusowy ogon, głowa i policzki oraz barkówki. Poza tym cały wierzch ciała granatowy, spód brudnobiały. Reszta skrzydeł brązowa. Samica jest natomiast barwy szarobrązowej, bardzo podobnej do słowika szarego.
Wymiary
- długość ciała: 15–20 cm[2]
- rozpiętość skrzydeł: 13 cm
- masa ciała: 9–14 g[2]

## Ekologia i zachowanie
BiotopZamieszkuje lasy o gęstym poszyciu, trawiaste tereny oraz podmiejskie ogrody i parki. Chwostki są słabymi lotnikami. Wspinają się na zarośla, a po otwartym terenie skaczą. Rzadko oddalają się od kryjówki.
GłosOsobniki komunikują się ze sobą za pomocą szerokiego zakresu melodyjnych nawoływań.
PożywienieChwostka szafirowa żywi się drobnymi stawonogami, owadami oraz małymi ilościami nasion.
RozródBuduje zamknięte gniazda z pajęczyn, trawy oraz kory, wyścieła je sierścią i piórami. Ukrywa je w zaroślach, zwykle nisko. Składa białe jaja upstrzone czerwonymi plamkami. Dwa lub trzy lęgi, 2–4 jaja, które inkubuje przez 13–15 dni. Pisklęta potrafią latać po 12 dniach. Chwostki szafirowe tworzą pary i grupy rodzinne. Ostatnio stwierdzono, że grupy te składają się z pary lęgowej jednej samicy z dominującym samcem oraz kilku młodych samców o skromnym upierzeniu pełniących funkcję pomocników lęgowych. Młode samice są przepędzane z grupy. Grupy rodzinne mają matriarchalną strukturę społeczną, ale terytoriów bronią samce, które pomagają też w wychowywaniu młodych. Samice same budują gniazda i wysiadują jaja. Samce często przynoszą samicom żółte płatki kwiatów, by zdobyć ich przychylność.

## Status
Międzynarodowa Unia Ochrony Przyrody (IUCN) uznaje chwostkę szafirową za gatunek najmniejszej troski (LC – least concern) nieprzerwanie od 1988 roku. Całkowita liczebność populacji nie została oszacowana, ale ptak ten opisywany jest jako pospolity. Trend liczebności populacji uznawany jest za stabilny.